# George Wallace (acteur)
Pour les articles homonymes, voir George Wallace (homonymie) et Wallace.
George Wallace est un acteur et scénariste américain, né le 21 juillet 1952 à Atlanta.

## Filmographie

### Acteur
- 1982 : Pot problème (Things Are Tough All Over) : The Champ
- 1987 : The Dom DeLuise Show (série TV) : George Henry Wallace (1987-1988)
- 1990 : The American Film Institute Presents: TV or Not TV? (TV)
- 1991 : A Rage in Harlem - La reine des pommes (A Rage in Harlem) : Grave Digger
- 1992 : Bébé's Kids (en) : Card Player #4 (voix)
- 1993 : Tall Hopes (série TV) : George Harris
- 1995 : Batman Forever : Mayor
- 1999 : Catfish in Black Bean Sauce : James
- 2000 : 3 Strikes : Pops Douglas
- 2000 : Little Nicky : Mayor Randolph
- 2001 : The Wash : Mr. Washington
- 2002 : Les Aventures de Mister Deeds (Mr. Deeds) : NAACP Administrator
- 2002 : SOS Père Noël (Santa, Jr.) (TV) : Stan
- 2004 : George Wallace: Large and in Charge (vidéo) : George Wallace
- 2004 : Ladykillers (The Ladykillers) : Sheriff Wyner
- 2018 : New York, unité spéciale : Ron Carter (saison 19, épisode 21)
- 2024 : Unfrosted : L'épopée de la Pop-Tart (Unfrosted) de Jerry Seinfeld : Lloyd

### Scénariste
- 2004 : Before They Were Kings: Vol. 1 (vidéo)